# دبره برهان
دبره برهان (به لاتین: Debre Berhan) یک شهرک در اتیوپی است که در منطقه امهارا واقع شده‌است. دبره برهان ۱۴٫۷۱ کیلومتر مربع مساحت و ۱۶۰٬۴۰۸ نفر جمعیت دارد و ۲٬۸۴۰ متر بالاتر از سطح دریا واقع شده‌است.